# Pečuško jezero
Pečuško jezero (mađ. Pécsi-tó) je jezero u Mađarskoj.
Nalazi se sjeverno od sela Orfűa. Jezero je s uređenom plažom. Pruža se u pravcu sjeverozapad-jugoistok u duljini od otprilike 2 km.

## Vanjske poveznice
|  | Zajednički poslužitelj ima još gradiva o temi Pečuško jezero |